# Àngel Rangel
Àngel Rangel Zaragoza (Sant Carles de la Ràpita, 28 ottobre 1982) è un ex calciatore spagnolo, di ruolo difensore.

## Statistiche

### Presenze e reti nei club
Statistiche aggiornate al 7 gennaio 2017.
| Stagione            | Squadra             | Campionato          | Campionato | Campionato | Coppe nazionali | Coppe nazionali | Coppe nazionali | Coppe continentali | Coppe continentali | Coppe continentali | Altre coppe | Altre coppe | Altre coppe | Totale | Totale |
| Stagione            | Squadra             | Comp                | Pres       | Reti       | Comp            | Pres            | Reti            | Comp               | Pres               | Reti               | Comp        | Pres        | Reti        | Pres   | Reti   |
| ------------------- | ------------------- | ------------------- | ---------- | ---------- | --------------- | --------------- | --------------- | ------------------ | ------------------ | ------------------ | ----------- | ----------- | ----------- | ------ | ------ |
| 2004-2005           | Girona              | SD                  | 24         | 0          | CR              | 1               | 0               | -                  | -                  | -                  | -           | -           | -           | 25     | 0      |
| 2005-2006           | Sant Andreu         | SD                  | 33         | 5          | CR              | 0               | 0               | -                  | -                  | -                  | -           | -           | -           | 33     | 5      |
| 2006-2007           | Terrassa            | SD                  | 34         | 2          | CR              | 1               | 0               | -                  | -                  | -                  | -           | -           | -           | 35     | 2      |
| 2007-2008           | Swansea City        | FL1                 | 43         | 2          | FACup+CdL       | 4+1             | 0               | -                  | -                  | -                  | FLT         | 4           | 0           | 52     | 2      |
| 2008-2009           | Swansea City        | FLC                 | 40         | 1          | FACup+CdL       | 3+3             | 0               | -                  | -                  | -                  | -           | -           | -           | 46     | 1      |
| 2009-2010           | Swansea City        | FLC                 | 38         | 0          | FACup+CdL       | 0+2             | 0               | -                  | -                  | -                  | -           | -           | -           | 40     | 0      |
| 2010-2011           | Swansea City        | FLC                 | 38+3       | 2          | FACup+CdL       | 1+1             | 0               | -                  | -                  | -                  | -           | -           | -           | 43     | 2      |
| 2011-2012           | Swansea City        | PL                  | 34         | 0          | FACup+CdL       | 1+0             | 1               | -                  | -                  | -                  | -           | -           | -           | 35     | 1      |
| 2012-2013           | Swansea City        | PL                  | 33         | 3          | FACup+CdL       | 0+4             | 0               | -                  | -                  | -                  | -           | -           | -           | 37     | 3      |
| 2013-2014           | Swansea City        | PL                  | 30         | 0          | FACup+CdL       | 0               | 0               | UEL                | 9                  | 0                  | -           | -           | -           | 39     | 0      |
| 2014-2015           | Swansea City        | PL                  | 27         | 0          | FACup+CdL       | 1+1             | 0               | -                  | -                  | -                  | -           | -           | -           | 29     | 0      |
| 2015-2016           | Swansea City        | PL                  | 23         | 0          | FACup+CdL       | 0+2             | 0               | -                  | -                  | -                  | -           | -           | -           | 25     | 0      |
| 2016-2017           | Swansea City        | PL                  | 14         | 1          | FACup+CdL       | 1+2             | 0               | -                  | -                  | -                  | -           | -           | -           | 17     | 1      |
| Totale Swansea City | Totale Swansea City | Totale Swansea City | 320+3      | 9          |                 | 27              | 1               |                    | 9                  | 0                  |             | 4           | 0           | 363    | 10     |
| Totale carriera     | Totale carriera     | Totale carriera     | 421+3      | 16         |                 | 29              | 1               |                    | 9                  | 0                  |             | 4           | 0           | 456    | 17     |

## Palmarès

### Club

#### Competizioni nazionali
- Football League One: 1

Swansea: 2007-2008
- Coppa di Lega inglese: 1

Swansea: 2012-2013

### Individuale
- PFA Football League One Team of the Year: 1[4]

2007-2008